# Willem Pietersz. Buytewech
Willem Pieterszoon Buytewech (* 1591/92 in Rotterdam; † 23. September 1624 ebenda) war ein niederländischer Maler, Zeichner und Radierer. Er gilt als der „Erfinder“ der niederländischen Genremalerei.

## Leben

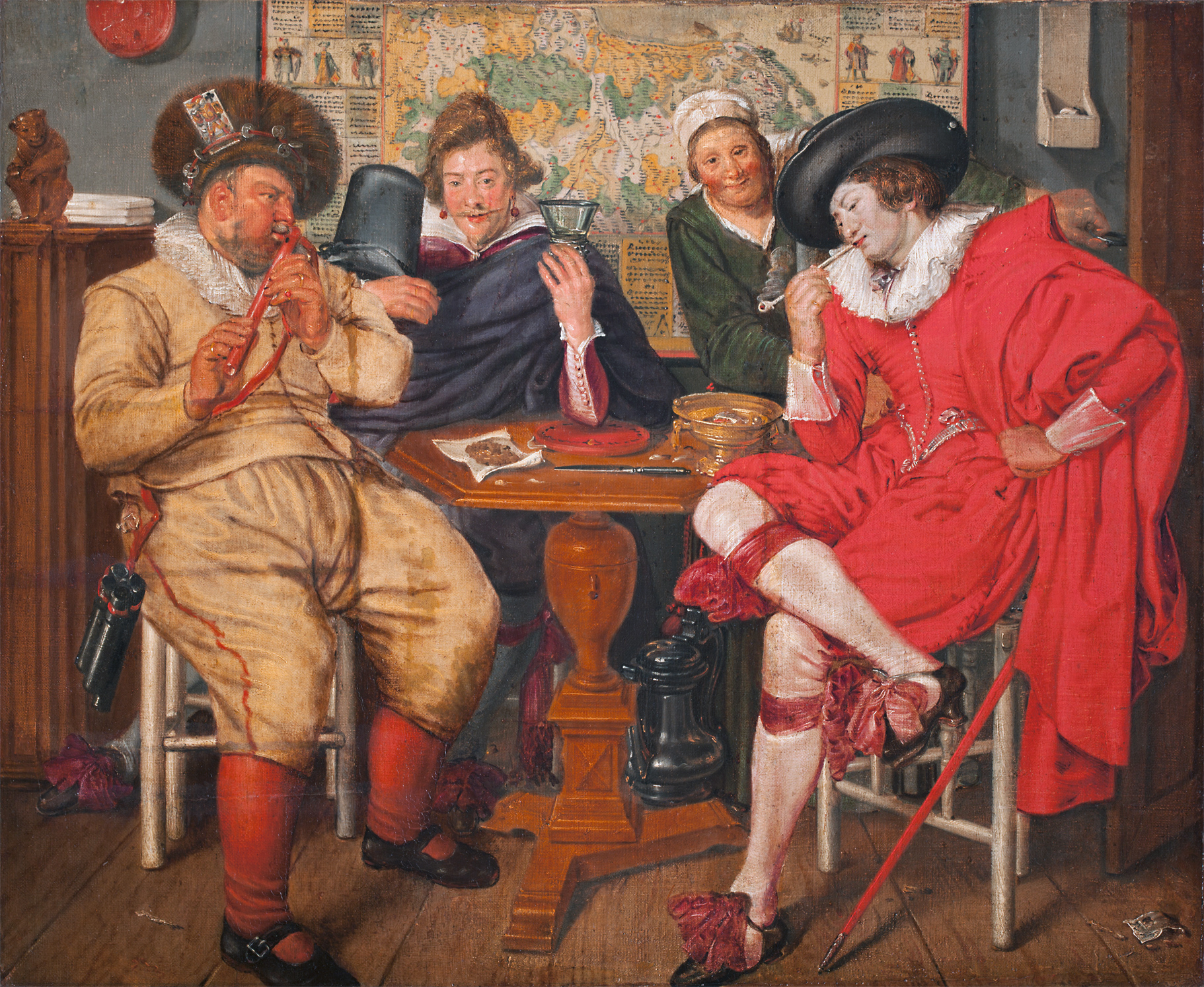
Fröhliche Gesellschaft

Willem Buytewech war ein Sohn des Schuh- und Kerzenmachers Pieter Jacobsz.
Seine Lehrzeit verbrachte er in Haarlem. In der St.-Lukas-Gilde wird er 1612 erstmals als Mitglied verzeichnet. Kurz zuvor – um 1610 – war auch Frans Hals Gildemitglied geworden. Er hatte mit seiner Arbeit offenkundig einen starken Einfluss auf Buytewech. Zahlreiche gezeichnete Kopien nach Werken von Frans Hals belegen dies deutlich. Nach seiner Heirat am 10. November 1613 mit Aeltje van Amerongen kehrte Willem Buytewech 1617 nach Rotterdam zurück. Die Verbindungen zu Haarlem blieben aber bestehen.
Buytewech war primär als Grafiker tätig. Zu seinen Themen gehörten vor allem Genre- und Landschaftsbilder, aber auch biblische Szenen und allegorische Darstellungen. Seine bekannten und datierten Werke entstanden zwischen den Jahren 1606 und 1621. Heute sind aus dem Œuvre nur noch acht Gemälde vorhanden – allesamt Genrebilder. Besonders bekannt ist seine Fröhliche Gesellschaft auf einer Gartenterrasse (1616/1617).